# Tam Lin (Beamish)
Tam Lin is een compositie van Sally Beamish. Zij schreef het werk als concerto voor hobo en een kamerorkest zonder violen.
Het werk is geschreven op verzoek van The Premiere Ensemble voor haar hoboiïst Douglas Boyd. Zij voerden het werk dan ook als eerste uit, onder leiding van dirigent Mark Wigglesworth. Het werk refereert aan het sprookje Tam Lin, waarbij de hobo staat voor de hoofdrolspeler. De hoofdpersoon is dan weer lieflijk (legato), dan weer bruut (staccato), tegen een achtergrond van het kamerorkest. Het is een eendelig werk, dat een zestal secties kent: Tam Lin’s well, love scene; Ladies playing ball, an auld grye knight; Janet’s father; Return to the well; The transformations en The curse of the fairy Queen. Het werk is opgedragen aan Oliver Beamish, acteur en broer van de componiste.
De orkestratie is als volgt:
- solohobo
- 1 dwarsfluit tevens piccolo, 2 klarinetten (II ook basklarinet), 2 fagotten (II ook contrafagot )
- 1 hoorn, 2 trompetten
- percussie, 1 harp
- 4 altviolen, 3 celli en 2 contrabassen